# Shinichiro Tani
Shinichiro Tani (谷 真一郎 Tani Shinichiro?,  nacido el 13 de noviembre de 1968 en Aichi) es un exfutbolista japonés que se desempeñaba como delantero.
En 1990, Tani jugó para la Selección de fútbol de Japón.

## Trayectoria

### Clubes
| Club           | País  | Año         |
| -------------- | ----- | ----------- |
| Kashiwa Reysol | Japón | 1991 - 1995 |

### Selección nacional
| Selección | País  | Año  |
| --------- | ----- | ---- |
| Absoluta  | Japón | 1990 |

## Estadística de equipo nacional
| Selección de Japón | Selección de Japón | Selección de Japón |
| Año                | Part.              | Goles              |
| ------------------ | ------------------ | ------------------ |
| 1990               | 1                  | 0                  |
| Total              | 1                  | 0                  |